# Dmitri Boutchelnikov
Dmitri Vladimirovitch Boutchelnikov - en russe : Дмитрий Владимирович Бучельников et en anglais : Dmitri Buchelnikov - (né le 14 décembre 2001 à Nijni Taguil dans l'oblast de Sverdlovsk) est un joueur professionnel russe de hockey sur glace. Il évolue au poste d'attaquant.

## Biographie

### Carrière en club
Formé au Gazovik Tioumen, il a joué dans les équipes de jeunes du Iougra Khanty-Mansiïsk, du Traktor Tcheliabinsk puis du SKA Saint-Pétersbourg. Il commence en catégorie junior dans la MHL lors de la saison 2020-2021 avec le SKA-Variagui. Il remporte la Coupe Kharlamov 2022 avec le SKA-1946. Il est choisi au 2e tour, en 52e position par les Red Wings de Détroit lors du repêchage d'entrée dans la LNH 2022. Le 3 septembre 2022, il joue son premier match dans la KHL avec le SKA Saint-Pétersbourg face au Salavat Ioulaïev Oufa. Le 3 octobre 2023, il est prêté à l'Admiral Vladivostok dans la KHL.

### Carrière internationale
Il représente la Russie en sélections jeunes.

## Statistiques

### En club
| Saison    | Équipe                | Ligue |    | Saison régulière | Saison régulière | Saison régulière | Saison régulière | Saison régulière |   | Séries éliminatoires | Séries éliminatoires | Séries éliminatoires | Séries éliminatoires | Séries éliminatoires |
| Saison    | Équipe                | Ligue | PJ | B                | A                | Pts              | Pun              | PJ               | B | A                    | Pts                  | Pun                  |                      |                      |
| 2020-2021 | SKA-Variagui          | MHL   | 17 | 5                | 11               | 16               | 0                | -                | - | -                    | -                    | -                    |                      |                      |
| 2020-2021 | SKA-1946              | MHL   | 29 | 11               | 10               | 21               | 10               | -                | - | -                    | -                    | -                    |                      |                      |
| 2021-2022 | SKA-1946              | MHL   | 56 | 41               | 34               | 75               | 22               | 9                | 9 | 5                    | 14                   | 2                    |                      |                      |
| 2022-2023 | SKA Saint-Pétersbourg | KHL   | 10 | 1                | 1                | 2                | 2                | -                | - | -                    | -                    | -                    |                      |                      |
| 2022-2023 | SKA-Neva              | VHL   | 35 | 15               | 13               | 28               | 12               | 6                | 1 | 1                    | 2                    | 0                    |                      |                      |
| 2023-2024 | SKA-1946              | MHL   | 1  | 0                | 1                | 1                | 0                | -                | - | -                    | -                    | -                    |                      |                      |
| 2023-2024 | SKA-Neva              | VHL   | 10 | 3                | 9                | 12               | 4                | -                | - | -                    | -                    | -                    |                      |                      |
| 2023-2024 | Admiral Vladivostok   | KHL   | 55 | 13               | 16               | 29               | 8                | -                | - | -                    | -                    | -                    |                      |                      |
| 2024-2025 | HK Vitiaz             | KHL   | 65 | 15               | 39               | 54               | 12               | -                | - | -                    | -                    | -                    |                      |                      |

### En équipe nationale
| Année | Compétition                          |   | PJ | B | A | Pts | Pun | +/-               |  | Résultat |
| 2021  | Championnat du monde moins de 18 ans | 7 | 1  | 2 | 3 | 0   | +2  | Médaille d'argent |  |          |